# フランシス・エジャートン (第3代ブリッジウォーター公爵)

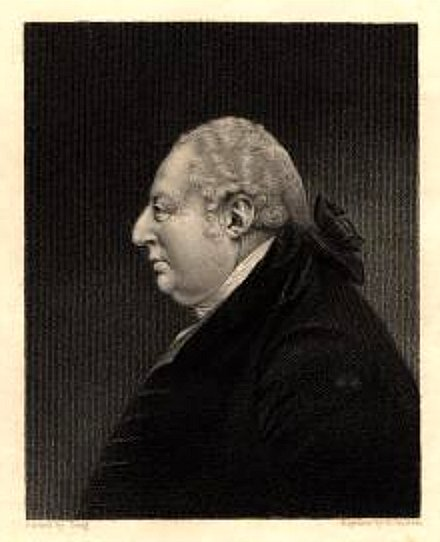
第3代ブリッジウォーター公爵フランシス・エジャートンの肖像画

第3代ブリッジウォーター公爵フランシス・エジャートン（英語: Francis Egerton, 3rd Duke of Bridgewater、1736年5月21日 - 1803年3月8日）は、イギリスの貴族。
ブリッジウォーター運河の建設者として知られる。

## 経歴
1736年5月21日、初代ブリッジウォーター公爵スクロープ・エジャートンとその妻レイチェル（第2代ベッドフォード公爵ライオセスリー・ラッセルの娘）の間の六男としてウォーズリーで生まれた。兄に第2代ブリッジウォーター公爵位を継承するジョン・エジャートンがいる。
1748年2月に死去した兄から爵位を継承した。公爵はウォーズリーに炭坑を保有しており、そこから産出される石炭をマンチェスターまで輸送する運河として1761年から技師ジェイムズ・ブリンドリーの指揮のもとにブリッジウォーター運河の建設を開始させた。この運河はイギリスで最初の運河であり、またこの運河の成功をきっかけにイギリス各地の運河建設が加熱して「運河狂時代（canal mania）」と呼ばれる時代が到来した。そのため公爵は「英国内陸航行の父(father of British inland navigation)」と呼ばれた。
1803年3月8日にロンドン・セント・ジェームズのクリーブランド・ロウ(Cleveland Row)で死去。子供はなく、彼の死とともに継承資格者のないブリッジウォーター公爵位とブラックリー侯爵位は廃絶したが、ブリッジウォーター伯爵位をはじめとする3つのイングランド貴族爵位は従兄弟にあたるジョン・エジャートンに継承された。

## 栄典

### 爵位
1748年2月26日に兄ジョン・エジャートンの死去により以下の爵位を継承した。
- サマセット州における第3代ブリッジウォーター公爵 (3rd Duke of Bridgewater, in the County of Somerset)
(1720年6月18日の勅許状によるグレートブリテン貴族爵位)
- ノーサンプトン州における第3代ブラックリー侯爵 (3rd Marquess of Brackley, in the County of Northampton)
(1720年6月18日の勅許状によるグレートブリテン貴族爵位)
- 第6代ブリッジウォーター伯爵 (6th Earl of Bridgwater)
(1617年5月27日の勅許状によるイングランド貴族爵位)
- ノーサンプトン州におけるブラックリーの第7代ブラックリー子爵 (7th Viscount Brackley, of Brackley in the County of Northampton)
(1616年11月7日の勅許状によるイングランド貴族爵位)
- シュルーズベリー州におけるエルズミアの第7代エルズミア男爵 (7th Baron Ellesmere, of Ellesmere in the County of Shrewsbury)
(1603年7月21日の勅許状によるイングランド貴族爵位)

死後、ブリッジウォーター公爵位とブラックリー侯爵位は廃絶。それ以外は従兄弟ジョン・エジャートンが継承。

## 家族
結婚しておらず、子供はなかった。ただ1759年頃には陸軍軍人ジョン・ギャニングの大佐の娘エリザベス・ギャニング(後のハメルドンの初代ハミルトン女男爵)と関係を持っていたといわれる。